# 石龍鄉 (鄰水縣)
石龍鄉，是四川省鄰水縣下轄的一個鄉鎮級行政單位。

## 沿革[1][2]
- 道光十四年（1834年），全縣設36場，為石龍場。
- 民國4年(1915年)，因地方不靖，設5個保衛區，以維持治安。全縣共49鄉，石龍鄉屬第二保衛區。
- 民國6年(1917年)，5個保衛區劃為6個區，石龍鄉屬何區不詳。
- 民國24年(1935年)7月1日，將6個區合併為3個區，49個鄉鎮合併為43個鄉鎮，石龍鄉屬第二區署。
- 民國29年(1940年)，實行新縣制，改3個區為4個區，將43個聯保辦公處合併為22個鄉鎮公所。石龍鄉、三教鄉、古家鄉、王家鎮合併為四興鎮。